# Municipio di Metz
Il Municipio di Metz (in francese: Hôtel de ville de Metz) è il municipio di Metz.
Sito in place d'Armes, di fronte alla cattedrale di Metz e a poca distanza dall'Hôtel du Corps de garde e dall'Hôtel du Parlement, l'edificio fu edificato in stile neoclassico dall'architetto Jacques-François Blondel nel 1761, nell'ambito dei lavori di ammodernamento della città promossi dal governatore Charles Louis Auguste Fouquet de Belle-Isle.
Dal 1922 l'Hôtel de Ville è classificato come monumento storico da parte del Ministero della cultura francese.

## Storia

### Contesto storico
Divenuto nel 1727 governatore dei Tre Vescovadi (Metz, Toul e Verdun), il maresciallo Charles Louis Auguste Fouquet de Belle-Isle dispose fin da subito l'ammodernamento della città di Metz. Dopo aver fatto bonificare l'isola di Petit-Saulcy e avervi fatto costruire il Teatro dell'Opera - il più antico ancora attivo in Francia - il maresciallo decise di concentrare gli sforzi sul rifacimento del quartiere della cattedrale mediante la costruzione di una piazza reale in grado di competere con quella della vicina Nancy.
All'epoca lo spazio attorno alla cattedrale era occupato dal Palazzo dei Tredici (che fungeva da municipio), dal chiostro della cattedrale e da vari altri edifici religiosi. La borghesia ed il clero di Metz si opposero lungamente alla distruzione di questi edifici, e solo dopo anni di trattative accordarono il loro permesso. I lavori di costruzione della nuova piazza, nota come place d'Armes, iniziarono quindi nel 1754 e furono affidati all'architetto Jacques-François Blondel.

### Costruzione
Il progetto di Blondel per place d'Armes prevedeva la realizzazione di una piazza rettangolare attorno a cui costruire degli edifici che simboleggiassero i vari poteri della città: oltre alla cattedrale (il cui lato sinistro dava sulla nuova piazza e che rappresentava il potere religioso) Blondel creò l'Hôtel du corps de garde (simbolo del potere militare), l'Hôtel du Parlement (rappresentante il potere giudiziario) e l'Hôtel de Ville (simbolo del potere politico).
Per l'Hôtel de Ville Blondel scelse il punto in cui sorgeva il Palazzo dei Tredici, in maniera tale che l'edificio si venisse a trovare proprio di fronte alla cattedrale. L'edificazione del nuovo municipio ebbe inizio nel 1761 e si concluse nel 1771, mentre un ulteriore ampliamento della struttura si ebbe nel 1788. Blondel scelse di adottare per la piazza (e quindi anche per il municipio) lo stile neoclassico e come materiale la pietra di Jaumont. L'Hôtel de Ville presenta una facciata a due piani lunga 92 metri arricchita da una lunga serie di arcate decorate dallo scultore J.C. Rollier. All'interno è presente un vasto peristilio che dà su una scala decorata con due statue rappresentanti la Giustizia e la Prudenza, mentre la maggior parte delle vetrate è opera del mastro-vetraio Laurent-Charles Maréchal, che la realizzò nel XIX secolo.
Dalla sua creazione l'Hôtel de Ville è sempre stato destinato a servire come municipio. Nel 2014 l'intero insieme monumentale della piazza, insieme ad altri siti della città, è stato inserito all'interno della lista presentata all'UNESCO per il suo riconoscimento come patrimonio dell'umanità.